# Radoucha
Radoucha ou Raduša (en macédonien Радуша, en albanais Radusha) est un village situé à Saraï, une des dix municipalités spéciales qui constituent la ville de Skopje, capitale de la Macédoine du Nord. Le village comptait 1892 habitants en 2002. Il se trouve dans la vallée du Vardar, tout près de la frontière du Kosovo, à 26 km de Skopje. Il est 100% albanais.

## Démographie
Lors du recensement de 2002, le village comptait :
- Albanais : 3 884
- Macédoniens : 0.5
- Bosniaques : 0
- Autres : 0